# Blandinia mahasoana
Blandinia mahasoana là một loài nhện trong họ Pisauridae.